# Rudolf Möbius
Rudolf Möbius (* 18. März 1921; † nach 1955) war ein deutscher Fußballspieler, der in den 1950er Jahren für die SG Volkspolizei/Dynamo Dresden und den SC Dynamo Berlin in der DDR-Oberliga spielte. Mit Dresden wurde er DDR-Fußballmeister und Pokalsieger.

## Sportliche Laufbahn
Die DDR-Sportvereinigung Deutsche Volkspolizei beschloss 1950, den Dresdner Stadtligisten SG Volkspolizei zum Fußball-Spitzenklub der Sportvereinigung aufzubauen. Dazu wurde im Sommer 1950 in Forst ein Sichtungslehrgang mit talentierten Spielern aller Polizei-Sportgemeinschaften in der DDR durchgeführt. Zu den Eingeladenen gehörte auch der 29-jährige Rudolf Möbius von der unterklassigen SG Volkspolizei Meißen. Er wusste zu überzeugen und wurde in den Kader der SG Volkspolizei Dresden übernommen.
Zur Saison 1950/51 wurde die neu formierte SG VP Dresden ohne sportliche Qualifikation in die Oberliga des DDR-Sportausschusses eingegliedert. Möbius kam erstmals am 6. Spieltag in der Oberliga zum Einsatz, bestritt danach aber alle Punktspiele bis zum Saisonende. Er wurde abwechselnd als Mittelstürmer oder auf der halblinken Angriffsseite eingesetzt und wurde mit 15 Treffern hinter Günter Schröter zweitbester Torschütze der Dresdner. 1951/52 wurde SG Volkspolizei bereits Vizemeister. Möbius hatte diesmal endgültig seinen Stammplatz auf halblinks, wurde in allen 36 Punktspielen eingesetzt und kam auf 13 Tore. Auch als die Dresdner 1953 Meister wurden (im Laufe der Saison in SG Dynamo Dresden umbenannt), war Möbius in 30 von 32 Punktspielen dabei, auch im Entscheidungsspiel gegen die punktgleiche BSG Wismut Aue, das mit 3:2 n. V. gewonnen wurde. Auch 1953/54 blieb Möbius seiner Position treu, fehlte nur bei einem der 28 Punktspiele und kam auf sechs Treffer. 
Zu Beginn der Saison 1954/55 war Möbius wieder auf halblinks gesetzt und bestritt bis zum November acht Punktspiele hintereinander. Im selben Monat wurde die gesamte Mannschaft nach Ost-Berlin umgesiedelt, um dort künftig als SC Dynamo Berlin anzutreten. Möbius blieb bis zum Saisonende halblinker Stürmer, musste aber im Februar 1955 bei vier Punktspielen der wiedergegründeten SG Dynamo Dresden in der zweitklassigen DDR-Liga aushelfen. Sein letztes Oberligaspiel für den SC Dynamo Berlin bestritt Möbius am 24. April 1955, gleichzeitig das letzte Saisonpunktspiel. Es war das 151. Oberligaspiel für Möbius gewesen (129 für Dresden, 22 für Berlin). Innerhalb von sechs Spielzeiten erzielte er für Dresden 39 und für Berlin sieben Tore. Möbius kehrte zu Dynamo Dresden zurück, wo er auch seine Laufbahn als Fußballspieler beendete. 